# Jean Carllos
Jean Carllos Lemes Miranda (Brasília, 24 de setembro de 1974) é um músico e compositor brasileiro, mais conhecido por ser o tecladista e um dos vocalistas da banda Oficina G3, da qual é integrante desde 1995.
Jean, desde a sua entrada, se limitava a ser o tecladista do grupo. A partir do álbum Humanos, passou a ser creditado como um dos compositores do Oficina G3, e também passou a fazer vocais para algumas músicas. Canções da banda, como "Onde Está?", "Até Quando (Humanos)", "Não Ser", "Meus Próprios Meios", "Meus Passos", "Muros" e "Ver Acontecer" possui suas participações vocais.

## Biografia

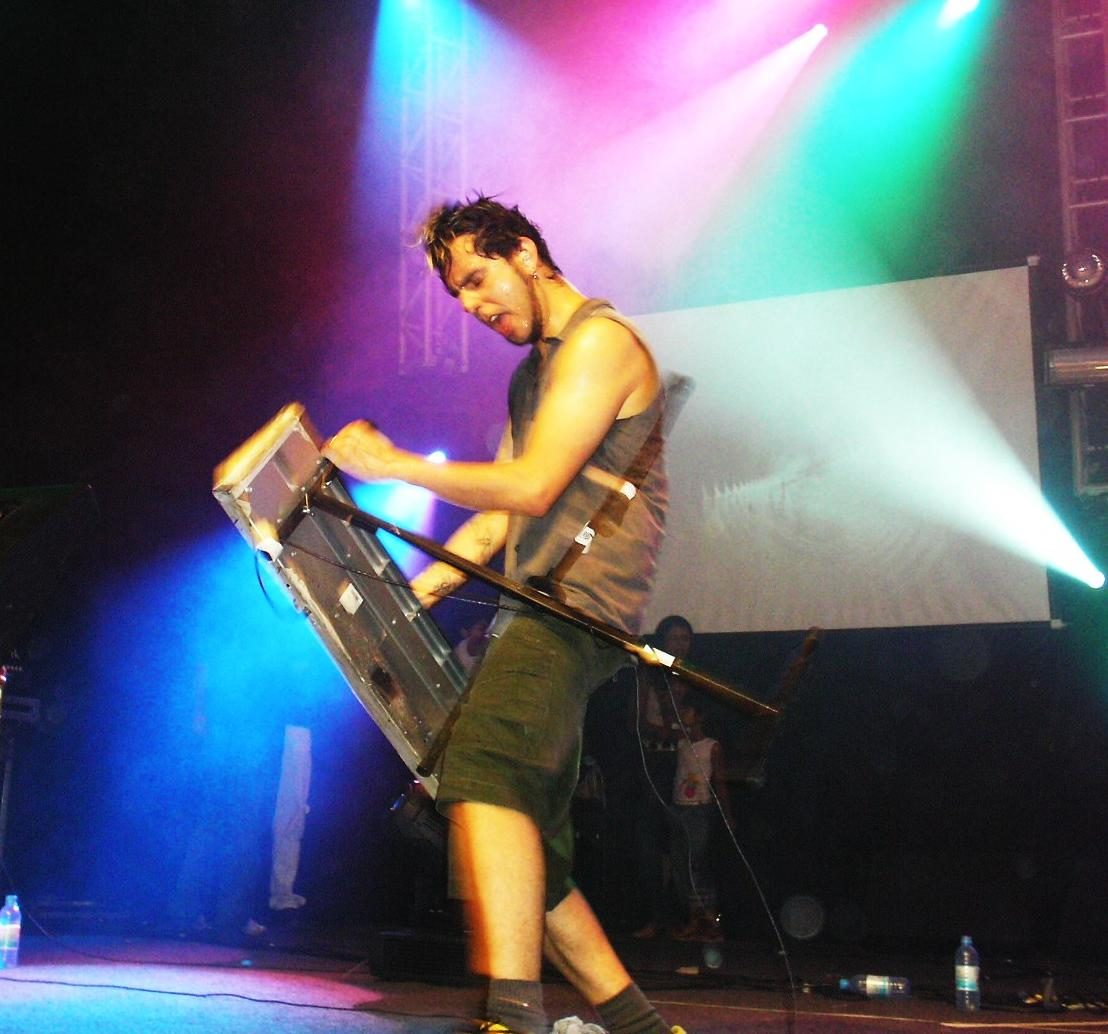
Jean Carllos em show do Oficina G3, 2007.

Nascido em 24 de setembro de 1974, em Brasília, desde criança tinha contato com o cenário musical, especialmente quanto ao rock daquele lugar. Desde cedo já tinha afinidade com a música, e aos dez anos formou uma banda na igreja que frequentava, chamada Emanuel. Aos doze anos já havia montado outra banda, de nome Levítico, e aos quinze anos começou a tocar em bares, festas e casamentos como músico, um período em que se afastara da convivência de sua igreja.
Aos dezoito anos, quando regressou a uma vida cristã mais dedicada, formou outra banda, chamada Vértice. Esta se destacou no Distrito Federal e áreas próximas, e, por coincidência, tocou com a banda Oficina G3 em um festival. Isso lhe deu a oportunidade de mais tarde, aos 21 anos, ingressar para o G3, a convite do baterista Walter Lopes, por ocasião da saída do antigo tecladista, que era contratado.
Após algum tempo de convivência com o Oficina G3, tornou-se membro efetivo da banda, tendo gravado com eles o álbum Indiferença. Jean Carllos era inicialmente apenas o tecladista da banda, mas após o álbum Humanos acumulou também a função de vocal em algumas faixas e compositor, além de várias outras participações em álbuns posteriores, como os vocais guturais no álbum Depois da Guerra. Tornou-se conhecido por suas performances dinâmicas e extravagantes no palco.
Jean Carllos é endorser dos teclados Korg.

## Vida pessoal
Casou-se em 2001 com Carolina Caldeira, união da qual, em 2003, nasceu Yuri Kuhl Miranda. Em janeiro de 2008, nasceu Nicolle Kuhl Miranda e, em novembro de 2010, nasceu sua filha caçula, Alice Kuhl Miranda. Separou-se de Carolina no início de 2012. Em meados de 2013, namorou a cantora Israela Claro, filha de Cláudio Claro. Na década de 2020, mudou-se para os Estados Unidos junto com Virgínia, sua atual esposa.
Antes de sua trajetória no Oficina G3, trabalhou como analista de sistemas no serviço público do Distrito Federal. Por sua rotina de shows com o Oficina G3, não conseguiu concluir sua graduação.

## Discografia
Com a Oficina G3
- 1996: Indiferença
- 1998: Acústico
- 1999: Acústico ao Vivo
- 2000: O Tempo
- 2002: O Tempo ao Vivo
- 2002: Humanos
- 2005: Além do que os Olhos Podem Ver
- 2007: Elektracustika
- 2008: Depois da Guerra
- 2010: D.D.G. Experience
- 2013: Histórias e Bicicletas
- 2014: Gospel Collection
- 2015: Histórias e Bicicletas - O Filme
- 2024: Humanos Tour

Com outros músicos e bandas
- 2004: Novos Rumos - Déio Tambasco (teclado)[6]
- 2007: Para Ti - Túlio Régis (teclado)
- 2017: Acústico: Música e Palavra - PG